# Lysilinga recta
Lysilinga recta är en tvåvingeart som beskrevs av Webb 2006. Lysilinga recta ingår i släktet Lysilinga och familjen stilettflugor. Inga underarter finns listade i Catalogue of Life.